# Niklas Luhmann
Niklas Luhmann (Lüneburg, 8. prosinca 1927. – Oerlinghausen, 6. studenog 1998.), njemački sociolog.
Jedan od začetnika sociološke teorije sustava. Studirao je pravo u Freiburgu u Breisgau (1946. – 1949.), a nakon pripravništva radio je kao službenik u tijelima javne uprave savezne države Donja Saska. Nakon dobivanja stipendije, odlazi na usavršavanje na Sveučilište Harvard, gdje dolazi u kontakt s Talcott Parsonsom i njegovom teorijom sustava. Promovirao je 1966. (doktor sociologije), a habilitirao na temi funkcija i posljedica formalne organizacije, tj. pravo i automatizam u javnoj upravi. Od 1968. do 1993. djelovao je kao profesor sociologije na Sveučilištu Bielefeld. 

## Djelo
Luhmannova teorija sustava promatra društvo kao komunikacijski sustav, koji se sastoji od samoreferentnih socijalnih operacija. Samoreferentna u ovom slučaju znači da se značenje komunikacije - socijalne operacije - vrednuje na osnovu unutarnjih, pojedinom (pod)sustavu imanentnih kriterija i vrijednosnih mjerila, što ne isključuje kognitivnu otvorenost. 
Osnovna diferencijacija društvenih funkcionalnih sustava je razlikovanje sustava od okoline, primjerice, prava i sociologije, koje se postiže i održava kodiranjem komunikacijskih sadržaja na način određen unutarnjim pravilima svakog sustava. 
Luhmannova teorija sustava polazi od ideje evolucije komunikacije - od verbalne, usmene komunikacije, preko pisma do suvremenih oblika elektronske komunikacije - koja prati evoluciju društva. Društvo je dinamički sustav koji je obilježen procesima funkcionalne diferencijacije. Oni su uvjetovani povećanjem kompleksnosti okoline, pojavom na koju svaki sustav reagira redukcijom složenosti koja omogućuje usvajanje, integraciju.   
Njegova teorija sustava može se, dakle, razumjeti kao teorija društva, komunikacijska teorija, te evolucijska teorija.

## Djela dostupna na hrvatskom jeziku
1. Kako svijest sudjeluje u komunikaciji (1994.);
2. Legitimacija kroz proceduru (1992.);
3. Ljubav kao pasija (1996.);
4. Razgovor s Niklasom Luhmannom na Fakultetu političkih znanosti u Zagrebu (1991.);
5. Simboličke strategije sustavne integracije i kognitivni razvoj (1993.);
6. Teorija sistema (1981.);
7. Teritorijalne granice kao granice sistema (2001.);
8. Znanost društva (2001.)

## Vanjske poveznice
Članak na njemačkoj Wikipediji